# أوتو هولزابفل
أوتو هولزابفل (بالألمانية: Otto Holzapfel)‏ هو أستاذ جامعي ألماني، ولد في 5 فبراير 1941 في بيزكو في ألمانيا.